# تيتراكوسان
التيتراكوسان , هو أحد الألكانات الهيدروكربونية, وله الصيغة البنائية CH3(CH2)22CH3.
ومثل الألكانات الأخرى فإنه مشتق من الرقم الإغريقي المماثل لعدد ذرات. وينطق الاسم \تيت*را*كو*سان\.